# Pridvorica (Bojnik)
Pour les articles homonymes, voir Pridvorica.
Pridvorica (en serbe cyrillique : Придворица) est un village de Serbie situé dans la municipalité de Bojnik, district de Jablanica. Au recensement de 2011, il comptait 880 habitants.
Le village de Pridvorica est situé sur les bords de la Pusta reka, un affluent de la Južna Morava.

## Démographie

### Évolution historique de la population
| 1948 | 1953 | 1961 | 1971 | 1981 | 1991 | 2002 | 2011 |
| ---- | ---- | ---- | ---- | ---- | ---- | ---- | ---- |
| 854  | 910  | 939  | 982  | 942  | 956  | 951  | 880  |

|  |